# Gluss Voe

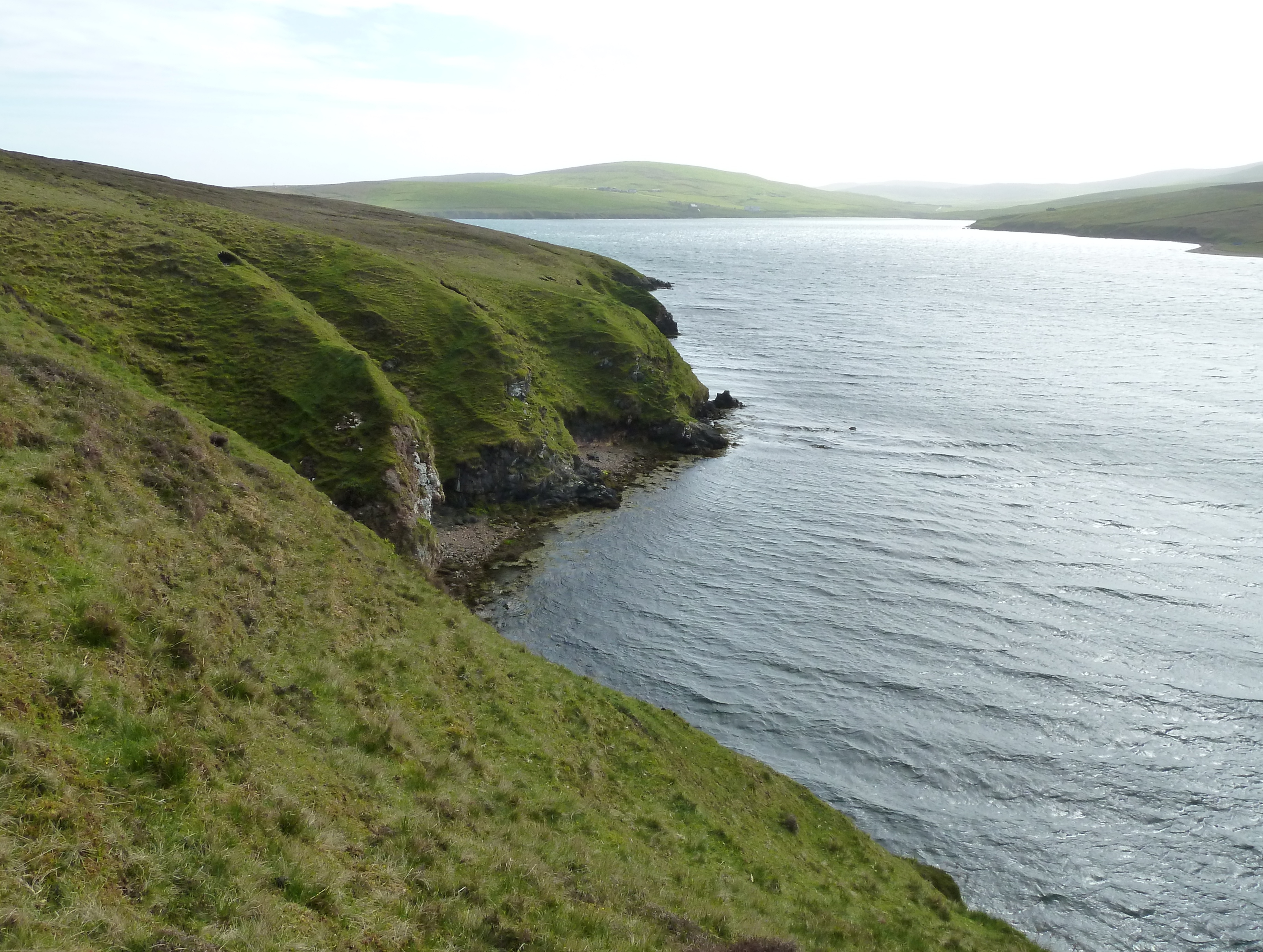
An der Küste der Gluss Voe

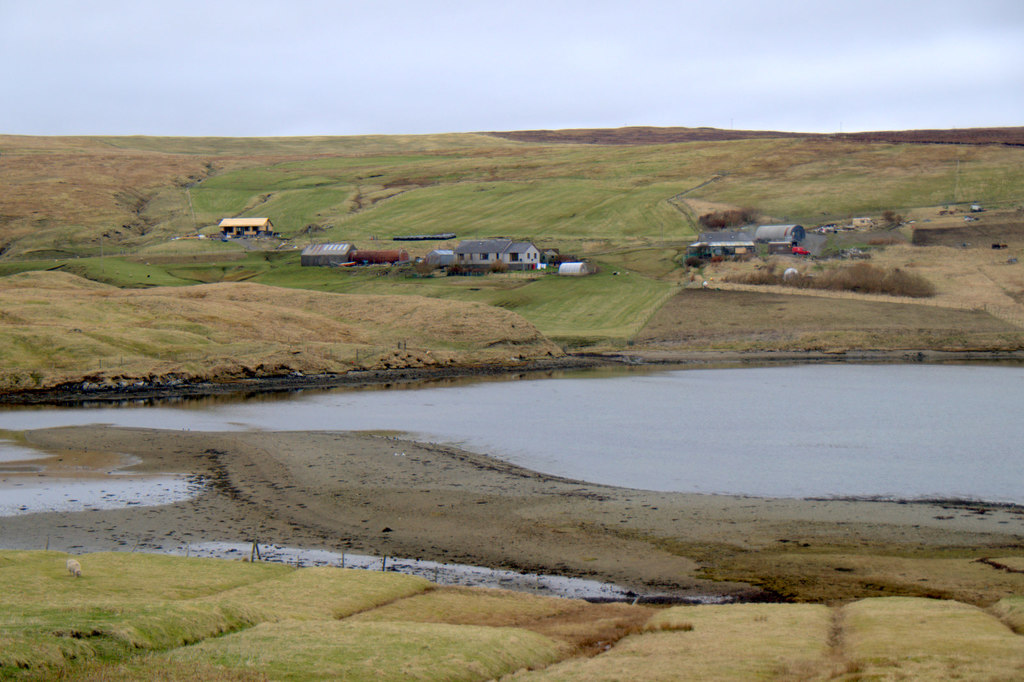
Oberes Ende der Bucht im Süden

Die Gluss Voe ist eine Meeresbucht (Voe), die im Nordwesten der zu Schottland zählenden Shetlands liegt.

## Geographie
Die Gluss Voe liegt im Osten der Halbinsel Northmavine, die einen nordwestlichen Ausläufer von Mainland bildet. Sie erstreckt sich, mit einer Länge von zweieinhalb Kilometern, vom Yell Sound nach Südwesten. Die nächste Bucht ist die Bay of Ollaberry im Norden. Die östliche Grenze bildet die Halbinsel Gluss Isle, mit dem 62 Meter hohen Ramna Hill. Ihr Tombolo bildet die südliche Grenze der Bucht. Überragt wird sie vom 105 Meter hohen Hill of Bardister im Südwesten. Größere Ortschaften gibt es an der Gluss Voe nicht, die nächste ist Ollaberry im Nordwesten.

## Historisches
Im Rahmen der historischen Gliederung Schottlands in Civil Parishes zählt die Gluss Voe zu Northmaven.